# Vanya Mária
Vanya Mária, 1971-től: Vadász Józsefné (Környe, 1950. január 1. – Budapest, 2009. augusztus 18.) 244-szeres válogatott magyar kézilabdázó. Sportpályafutásának 1986 májusában egy súlyos betegség vetett véget. Betegségének hatására szervezett akció országos mozgalommá nőtt, Sportsegély néven, melynek  első díjazottja volt. A sportsajtóban Vadászné, illetve Vadászné Vanya Mária néven említették.

## Pályafutása

### Klubcsapatokban
1966-ban a Környei MEDOSZ csapatában kezdett kézilabdázni. Két év után igazolt a Vasashoz. 1984-ben az EMG SK játékosa lett. Tizenegyszeres magyar bajnok.

### A válogatottban
Két világbajnoki bronz- (1975, 1978), és egy ezüstérmet szerzett (1982). A Montreali olimpián bronzérmes, Moszkvában negyedik helyezett volt a magyar válogatott csapattal. 
1974-ben szerepelt a világválogatottban.

## Sikerei, díjai
- Olimpiai játékok
  - bronzérmes: 1976, Montreal
  - 4.: 1980, Moszkva
- Világbajnokság
  - ezüstérmes: 1982
  - bronzérmes: 1975, 1978
  - 4.: 1973
- Magyar bajnokság
  - bajnok: 1972, 1973, 1974, 1975, 1976, 1977, 1978, 1979, 1980, 1982, 1984
- Magyar kupa
  - győztes: 1971, 1974, 1976, 1978, 1979, 1980, 1982
  - döntős: 1977
- Bajnokcsapatok Európa-kupája
  - győztes: 1981–1982
  - döntős: 1977–1978, 1978–1979
- Az év magyar kézilabdázója
  - 1978
- Világválogatott
  - 1978